# Județul Caraș-Severin: Împliniri
Județul Caraș-Severin: Împliniri este un film românesc din 1989 regizat de Felicia Cernăianu.